# Concepció Ferrer i Casals
Concepció Ferrer i Casals (Ripoll, 27 de gener de 1938) és una filòloga i política catalana. Ha estat diputada al Parlament de Catalunya, diputada al Parlament Europeu i adjunta al Defensor del Poble.

## Biografia
Llicenciada l’any 1960 en Filologia Romànica per la Universitat de Barcelona. D’ençà els anys 70 viu a Figueres, on ha estat professora de literatura contemporània. El 1977 s'afilià a UDC, Unió Democràtica de Catalunya, atreta pel seu ideari humanista d’inspiració cristiana i el seu europeisme.
El 1979 fou escollida regidora de l'Ajuntament de Figueres en la candidatura de CiU (Convergència i Unió). Posteriorment fou escollida diputada per Girona per CiU a les eleccions al Parlament de Catalunya de 1980 i 1984, en les quals fou nomenada vicepresidenta primera del Parlament (1980-1984).
Fou membre del Comitè de Govern d'UDC, òrgan responsable de la direcció del Partit, del 1979 al 1987, i en fou presidenta del 1984 al 1986. Elegida diputada al Parlament Europeu continuà en la direcció del partit com a portaveu d’aquesta Institució fins al 2012. Del 2008 al 2012 presidí la Comissió d’Afers Internacionals del Partit.
A les eleccions europees de 1987 fou escollida diputada al Parlament Europeu, escó que ocupà en successives eleccions fins al 2004 adscrita al grup demòcrata-cristià del PPE, Partit Popular Europeu, del qual va ser membre de la Mesa entre el 1999 i el 2004. Del 1988 al 1994 fou vicepresidenta de la Delegació del Parlament per les relacions amb els països d'Amèrica del Sud i com a tal participà en el control del processos electorals de Xile, Paraguai i Nicaragua.
Com a membre de la Comissió de Cooperació al Desenvolupament fou vicepresidenta de l’Assemblea Parlamentària UE-ACP que agrupa representants electes dels Estats ACP (Àfrica, Carib i Pacífic) i diputats del Parlament Europeu. L’objectiu d’aquesta Assemblea és promoure els drets humans i la interdependència entre el Nord i el Sud.
Així mateix, va ser membre de la Comissió d’Industria i Comerç Exterior de 1994 a 2004, participà activament com a membre de la Delegació de la Unió Europea en les Conferències Interministerials de la OMC, Organització Mundial de Comerç, a Doha i Cancún.
Presidí el Fòrum Parlamentari Europeu del Tèxtil i la Confecció i representà el Parlament Europeu en el Grup d’Alt Nivell del Tèxtil i la Confecció, integrat pels Comissaris i Ministres del sector i representants empresarials i sindicals d'aquest àmbit. L'objectiu era establir estratègies per millorar la competitivitat i la capacitat exportadora.
Del 1985 al 1987 fou vicepresidenta de la Unió Europea Demòcrata Cristiana i presidenta de la Unió Europea de Dones Demòcrata Cristianes del 1986 al 1992. I en l’àmbit internacional, vicepresidenta de la Internacional Demòcrata Cristiana del 1997 al 1999.
El 2004 entrà a formar part del Comitè Executiu d’OIDEL, organització internacional radicada a Ginebra per a la defensa del dret a l'educació com a dret fonamental per al desenvolupament de la persona i amb estatut consultiu davant el Consell Econòmic i Social de l'ONU i el Consell d’Europa.
Entre 2008 i 2010 va formar part del Grup de Reflexió que va crear el president de la Generalitat José Montilla amb la finalitat d’elaborar propostes des d’una perspectiva catalana per al Grup de Reflexió sobre el futur de la Unió Europea en l’horitzó del 2030 que, a nivell europeu, presidia Felipe Gonzalez.
Fou membre del Consell Assessor de la Universitat Internacional de Catalunya des de 1997 fins l’any 2012.
El 2012 va ser elegida Adjunta Segona del Defensor del Poble d'Espanya, moment en què hagué de deixar els càrrecs anteriors per incompatibilitat; exercí aquesta responsabilitat fins al 2022.

## Obres
- El Parlament Europeu, motor de la construcció europea (1988)
- Nacionalisme i europeisme (1990)
- Reflexions europees (1994)
- La utopia d'Europa (1994)
- Petita Història d'Europa (1998)
- Una veu a Europa (1999)
- Petita Història dels Drets Humans (2004)
- Torn de paraula (2004)

## Reconeixements
Gran Creu Bernardo O’Higgins en la seva modalitat d’or atorgada per l’Estat de Xile l’any 1991 per premiar els destacats serveis civils prestats a la República de Xile.
Creu de Sant Jordi atorgada per la Generalitat de Catalunya l’any 2011 en reconeixement de la seva trajectòria dins del catalanisme i l'europeisme.
Medalla d’Honor del Parlament de Catalunya en la categoria d’or l’any 2015.